# Song for the Lonely
Song for the Lonely (conosciuta anche con il titolo di (This is) A Song for the Lonely) è un singolo della cantante statunitense Cher, il secondo estratto dal venticinquesimo album studio Living Proof; venne pubblicato il 19 marzo 2002.

## Tracce
CD
1. Song for the Lonely (Almighty Mix)
2. Song for the Lonely (Illicit Vocal Mix)
3. Song for the Lonely (Thunderpuss Club Mix)
4. Song for the Lonely (Thunderpuss Sunrise Mix)
5. Song for the Lonely (Almighty Radio Edit)
6. Song for the Lonely (Illicit Radio)
7. Song for the Lonely (Thunderpuss Club Mix Radio Edit)

Vinile
1. Song for the Lonely (Thunderpuss Club Mix)
2. Song for the Lonely (Almighty Mix)
3. Song for the Lonely (Thunderpuss Sunrise Mix)
4. Song for the Lonely (Illicit Vocal Remix)
5. Song for the Lonely (Thunderpuss Dirty Dub)
6. Song for the Lonely (Illicit Dub)
7. Song for the Lonely (ThunderDub)

## Classifiche
| Classifica (2002) | Posizione Massima |
| ----------------- | ----------------- |
| Argentina         | 63                |
| Canada            | 18                |
| Romania           | 39                |
| Stati Uniti       | 85                |